# Pesotum aureum
Pesotum aureum är en svampart som först beskrevs av Hedgc., och fick sitt nu gällande namn av McNew & T.C. Harr. 2001. Pesotum aureum ingår i släktet Pesotum och familjen Ophiostomataceae.   Inga underarter finns listade i Catalogue of Life.